# 세종특별자치시장 선거
세종특별자치시장 선거는 세종특별자치시의 특별자치시장을 선출하는 선거이다.

## 역대 민선 세종특별자치시장
| 선거   | 정당 | 정당           | 시장   |
| ------ | ---- | -------------- | ------ |
| 2012년 |      | 자유선진당     | 유한식 |
| 2014년 |      | 새정치민주연합 | 이춘희 |
| 2018년 |      | 더불어민주당   | 이춘희 |
| 2022년 |      | 국민의힘       | 최민호 |

## 역대 선거 결과

### 2012년 대한민국 재보궐선거
|  | 41.73% |

|  | 37.34% |

|  | 20.91% |

### 제6회 전국동시지방선거
|  | 57.78% |

|  | 42.21% |

### 제7회 전국동시지방선거
|  | 71.30% |

|  | 18.06% |

|  | 10.62% |

### 제8회 전국동시지방선거
|  | 52.83% |

|  | 47.16% |